# Ivan Kopecký
Ivan Kopecký (* 29. Januar 1946) ist ein ehemaliger tschechischer Fußballspieler und jetziger Fußballtrainer.

## Spielerkarriere
Ivan Kopecký begann mit dem Fußballspielen bei Slavia Prag, schon mit 17 Jahren schaffte er den Sprung in die erste Mannschaft. 1972 wechselte der Mittelfeldspieler zum damaligen Zweitligisten VP Frýdek-Místek, mit dem ihm 1976 der Aufstieg in die 1. Liga gelang. Allerdings konnte sich die Mannschaft nur eine Saison in der höchsten Spielklasse halten. 1980 beendete Kopecký seine Karriere.
In der ersten tschechoslowakischen Liga absolvierte Kopecký 137 Spiele, in denen der Defensivspieler vier Tore schoss. 

## Trainerkarriere
Kopeckýs Trainerlaufbahn begann als Assistent bei Bohemians Prag in der Spielzeit 1983/84. Von 1985 bis 1988 trainierte Kopecký TJ Vítkovice, mit dem er 1985/86 überraschend tschechoslowakischer Meister wurde. In der Saison 1988/89 saß er auf der Trainerbank von Slavia Prag. Anschließend coachte Kopecký zwei Jahre lang die Olympiamannschaft der Tschechoslowakei.  
In der Saison 1992/93 trainierte er Baník Ostrava, anschließend bis 1998 die tschechische U21-Auswahl. In der Rückrunde der Spielzeit 1998/99 kehrte Kopecký für sechs Spieltage in die Gambrinus Liga zurück und war Trainer des FC Petra Drnovice.
Anschließend arbeitete Kopecký beim tschechischen Verband als Jugendtrainer. Von 2005/06 war er für die U16 verantwortlich, von 2006 bis 2007 für gleiche Mannschaft, die nun zur U17-Auswahl geworden war.